# فيصل مجرشي (لاعب كرة قدم مواليد 1984)
فيصل خليفة مجرشي لاعب كرة قدم سعودي يلعب في نادي رأس تنورة.

## مسيرة اللاعب
لعب مع النهضة ونادي القيصومة ونادي النجومو نادي الساحل ونادي السلام ونادي الانتصار ونادي النور ونادي رأس تنورة.